# Bellampalli
Bellampalli (teluga: బెల్లంపల్లి) är en ort i Indien.   Den ligger i distriktet Ādilābād och delstaten Telangana, i den centrala delen av landet, 1 100 km söder om huvudstaden New Delhi. Bellampalli ligger 206 meter över havet och antalet invånare är 66 660.
Terrängen runt Bellampalli är platt, och sluttar söderut. Runt Bellampalli är det tätbefolkat, med 397 invånare per kvadratkilometer. Bellampalli är det största samhället i trakten. Trakten runt Bellampalli består till största delen av jordbruksmark.